# Podłużnik długonogi
Podłużnik długonogi (Tibellus oblongus) – gatunek pająka z rodziny ślizgunowatych. Zamieszkuje Europę, Afrykę Północną, palearktyczną Azję i nearktyczną Amerykę Północną.

## Taksonomia
Gatunek ten opisany został po raz pierwszy w 1802 roku przez Charlesa Walckenaera pod nazwą Aranea oblonga. W rodzaju Tibellus umieszczony został w 1875 roku przez Eugène’a Simona i stanowi jego gatunek typowy. W 1950 roku Ludovico di Caporiacco wyodrębnił w obrębie gatunku podgatunek Tibellus oblongus maculatus opisany na podstawie młodocianego samca, jednak zasadność jego wyróżniania bywa podważana przez późniejszych autorów.

## Morfologia

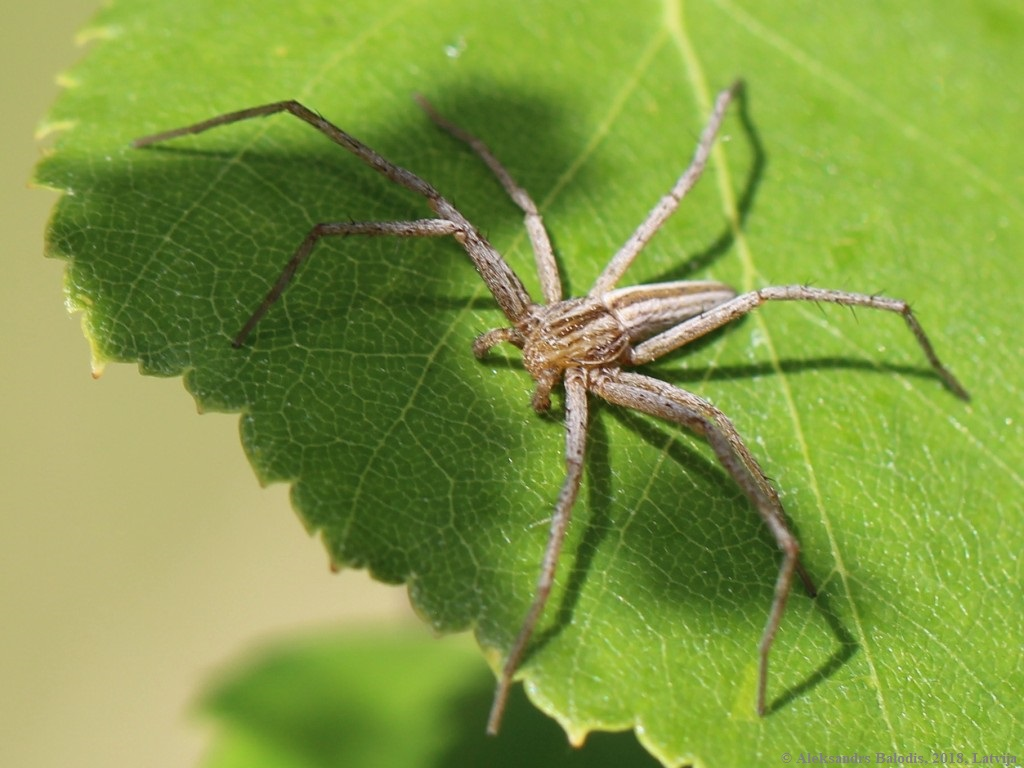
Samiec na liściu

Samce osiągają od 5,6 do 7,5 mm długości ciała przy karapaksie długości od 2,5 do 3,2 mm i szerokości od 2 do 2,7 mm, a samice od 7,5 do 10,5 mm długości ciała przy karapaksie długości od 2,3 do 2,4 mm i szerokości od 1,9 do 2,5 mm. Kształt ciała jest wydłużony.
Karapaks jest jasnożółtawy z szeroką, na przedzie rozdzieloną przepaską brązowawej barwy wzdłuż środka grzbietu oraz z bardzo drobnymi, ciemnymi kropkami wzdłuż krawędzi bocznych; u samców wzór często jest ciemniejszy i intensywniejszy niż u samic. Szczękoczułki są jasnożółte z niewielką, brązową kropką na przedzie. Jasnożółtawe sternum ma brązowe nakrapianie. Na długich, jasnożółtawych odnóżach zwykle obecne są drobne, brązowe kropki. Opistosoma (odwłok) ma tło wierzchu żółtawobiałe, jasnożółte, rzadko rdzawe, a na nim brązową lub szarobrązową przepaskę wzdłuż środka grzbietu z drobnymi brązowymi kropkami, zatarte brązowe przepaski przykrawędziowe oraz jedną lub dwie pary ciemnych plamek w tyle (rzadko plamek jest więcej lub nie ma ich wcale). Spód opistosomy jest żółtawobiały ze słabo zaznaczonym brązowawym paskiem wzdłuż środka.
Nogogłaszczki samca mają goleń z krótką, palcowatą apofizą retrolateralną, wykształcone szczecinki makroskopowe na szczycie cymbium, zakrzywiony konduktor oraz smukły embolus o małym, drobno gwintowanym szczycie. Płytka płciowa samicy ma mniej więcej tak szeroką jak długą, kątowo zgiętą część środkową, szeroką na przedzie i zwężoną w tyle przegrodę środkową, gruszkowate przedsionki o silnie zesklerotyzowanych i wypukłych krawędziach tylnych, otwory kopulacyjne umieszczone blisko bruzdy genitalnej, a zbiorniki nasienne duże, owalne i zaopatrzone w buławkowato zwieńczone wypustki boczne.

## Biologia i ekologia

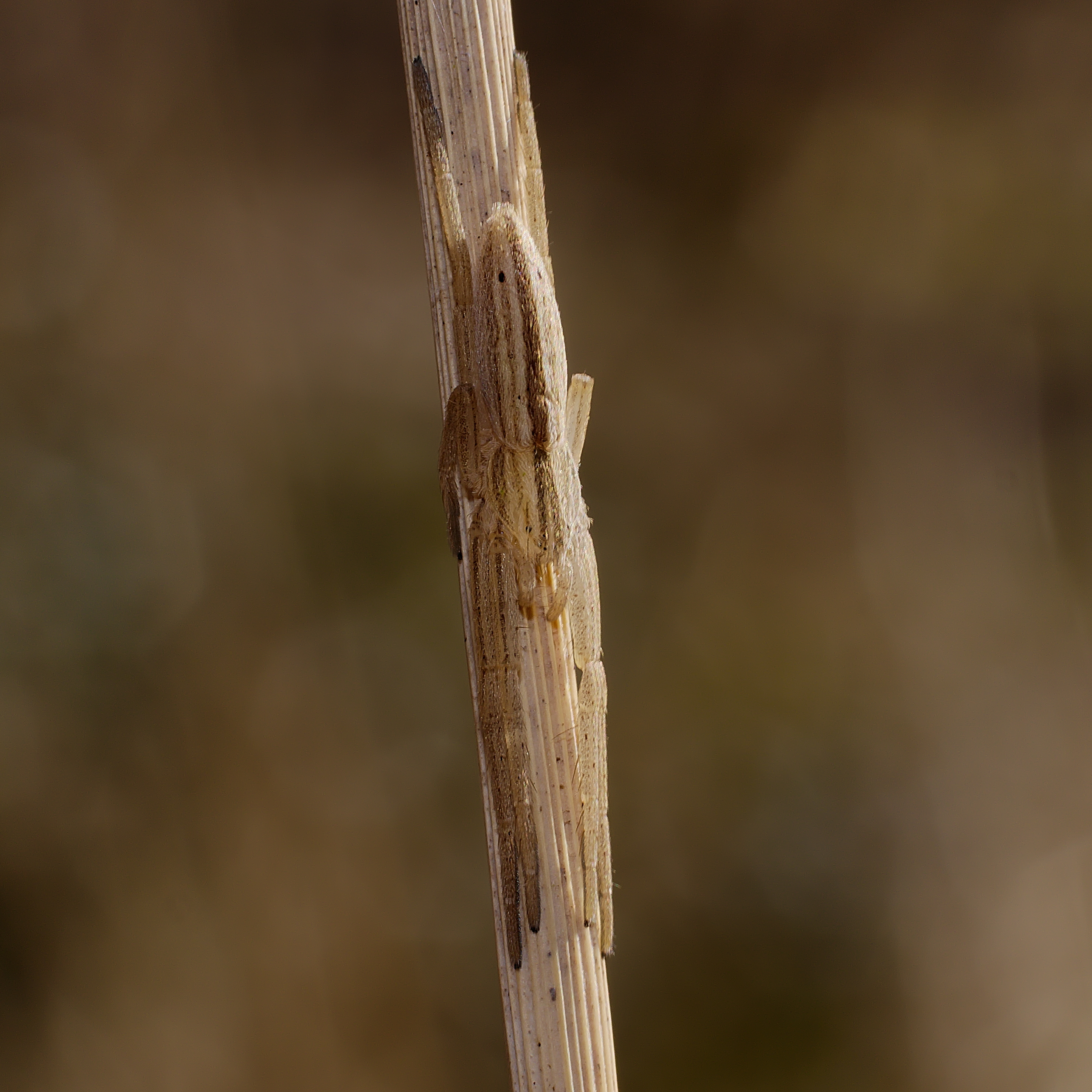
Pająk zamaskowany na źdźble

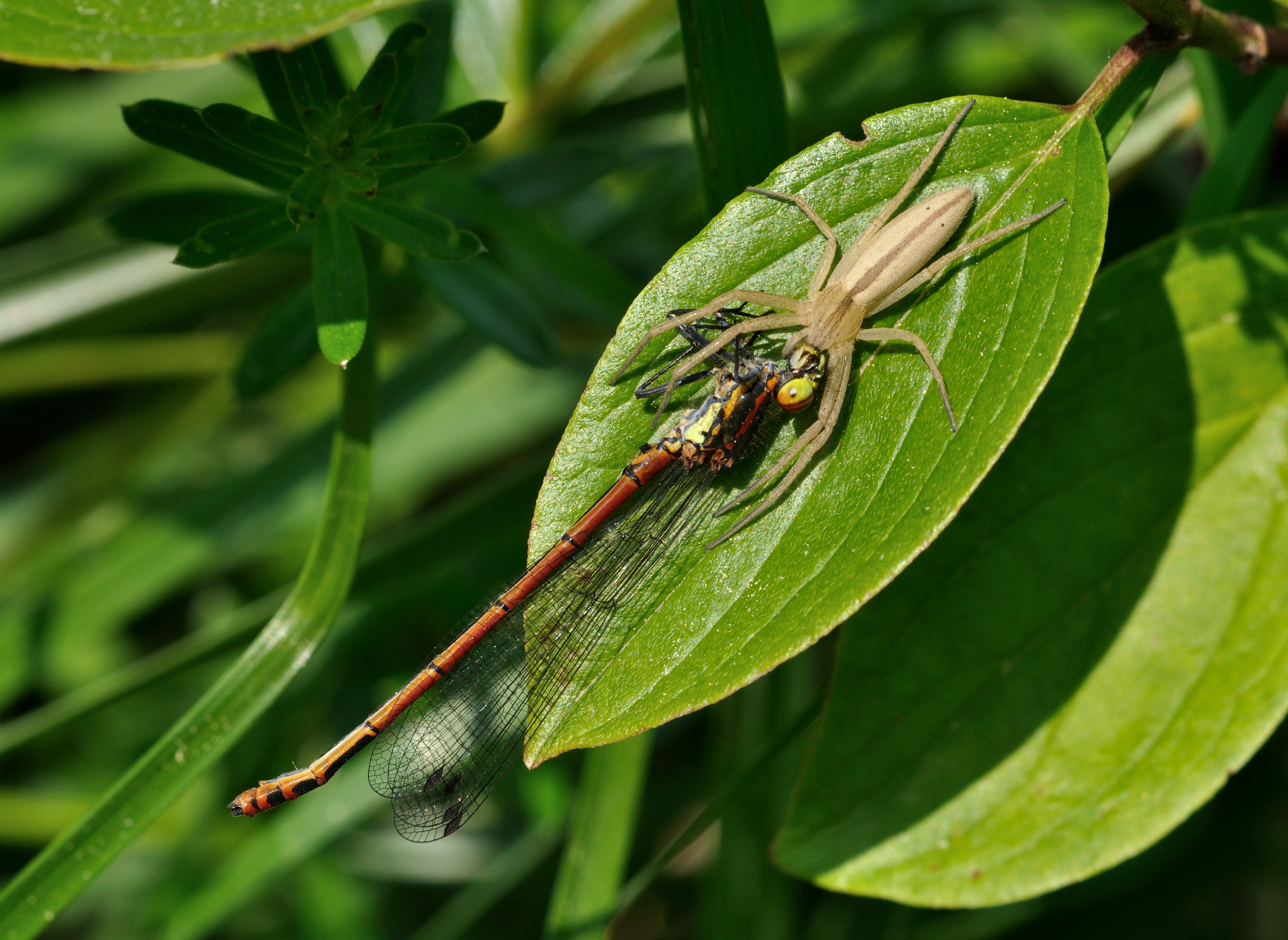
Osobnik posilający się ważką

Pająk ten zasiedla stanowiska otwarte i nasłonecznione, zarówno suche, jak i wilgotne. Spotykany jest m.in. na łąkach, polanach, wrzosowiskach, pobrzeżach lasów, wybrzeżach morskich, wydmach, pobrzeżach zbiorników wodnych, mokradłach, w porośniętych ziołoroślami rowach, na przydrożach i terenach ruderalnych. Bytuje głównie na trawach i roślinach zielnych. Aktywnie poluje na owady o miękkim ciele, nie buduje sieci łownych.
Aktywne dorosłe samice obserwowane bywają niemal cały rok (brak doniesień jedynie z lutego), a samce od marca do listopada, jednak na północy zasięgu okres występowania jest krótszy – np. w Szwecji dorosłe samice spotyka się od końca maja do końca października, a samce od środka maja do początku września. Najlepiej pająk ten zdaje się rozwijać w temperaturze 19°C, a trzydniowe spadki temperatury do około -14°C przeżywa połowa zimujących osobników. W trakcie kopulacji samiec ustawia się niemal prostopadle do samicy. Kokon jajowy jest strzeżony przez samicę aż do jej śmierci. Ma on kształt podłużnie tarczowaty.

## Rozprzestrzenienie
Gatunek holarktyczny. W Europie znany jest z Portugalii, Hiszpanii, Irlandii, Wielkiej Brytanii, Francji, Belgii, Holandii, Luksemburga, Niemiec, Szwajcarii, Liechtensteinu, Austrii, Włoch, Danii, Szwecji, Norwegii, Finlandii, Estonii, Łotwy, Litwy, Polski, Czech, Słowacji, Węgier, Białorusi, Ukrainy, Rumunii, Bułgarii, Słowenii, Chorwacji, Czarnogóry, Serbii, Kosowa, Albanii, Macedonii Północnej, Grecji oraz europejskich części Rosji i Turcji. Poza tym podawany jest z Algierii, Izraela, anatolijskiej części Turcji, syberyjskiej i dalekowschodniej części Rosji (na wschód po Kamczatkę i Wyspy Kurylskie), Gruzji, Armenii, Azerbejdżanu, Kazachstanu, Iranu, Mongolii, Chin, Korei, Japonii i nearktycznej Ameryki Północnej.

W Polsce występuje bardzo licznie na terenie całego kraju.